# Gōshō Aoyama
Gōshō Aoyama (jap. 青山 剛昌 Aoyama Gōshō; ur. 21 czerwca 1963 w miejscowości Daiei (obecnie Hokuei), w prefekturze Tottori, Japonia) – japoński rysownik mang, najbardziej znany z serii detektywistycznych. Popularny zwłaszcza w USA, Kanadzie oraz Wielkiej Brytanii.
5 maja 2005 r., ożenił się z Minami Takayama, aktorką i śpiewaczką, która podkładała głos głównym postaciom anime będących adaptacjami jego mang. Ich małżeństwo trwało dwa lata. Rozwiedli się 10 grudnia 2007 roku.

## Edukacja
Aoyama przejawiał talent do rysowania od wczesnego wieku. Będąc w pierwszej klasie szkoły podstawowej jego obraz „Yukiai War” wygrał konkurs i został wystawiony w domu towarowym Tottori Daimaru Department Store.
Ukończył liceum prefekturalne w Tottori i następnie studiował na Wydziale Sztuk Pięknych Uniwersytetu Nihon w Tokio. W zimie 1986 roku Aoyama wziął udział w konkursie komiksowym dla studentów pierwszego roku. Wygrana w konkursie rozpoczęła jego karierę jako artysty i mangaki, jak również stała się punktem zwrotnym w jego życiu.

## Twórczość
- Chotto Mattete (jap. ちょっとまってて; ang. Wait a Minute) (1987)
- Yaiba – legendarny samuraj (jap. 剣勇伝説YAIBA Ken'yū Densetsu Yaiba) (1988–1993)
- 3rd Base 4th (jap. 4番サード Yonban Sādo) (1993)
- Magic Kaito (jap. まじっく快斗 Majikku Kaito) (1987–2007)
- Gosho Aoyama's Collection of Short Stories:
  - Play it Again (jap. プレイ イット アゲイン)
  - Excalibur (jap. えくすかりばぁ)
  - Santa Claus in the summer (jap. 夏のサンタクロース Natsu no Santa Claus)
  - The detective George’s job (Detective George’s little little & great operations) (jap. 探偵ジョージのミニミニ大作戦 Tantei Jōji no minimini daisakusen)
  - Wait a Minute
  - Shōnen Sunday 19(talk) show „The wandering red butterfly” (jap. サンデー19show さまよえる赤い蝶 Shōnen Sunday 19(tō-ku) show Samayoeru akai chō)
- Detektyw Conan (jap. 名探偵コナン Meitantei Conan) (od 1994)
- Tell Me a Lie (jap. 〜私にウソをついて〜 ~Watashi ni Uso wo Tsuite) (2007)